# Cooperstown (New York)
Cooperstown település az USA New York államában, Otsego megyében, melynek megyeszékhelye is. Lakosainak száma 1794 fő (2020. április 1.).
Cooperstownban található a Nemzeti Baseball Hírességek Csarnoka és Múzeuma (National Baseball Hall of Fame and Museum), a Farmers Múzeum és a Fenimore Művészeti Múzeum (Fenimore Art Museum).

## Népesség
A település népességének változása:

| 2010 | 1 852 |
| 2020 | 1 794 |